# Вестон (округ Кларк, Вісконсин)
Вестон (англ. Weston) — місто (англ. town) в США, в окрузі Кларк штату Вісконсин. Населення — 686 осіб (2020).

## Демографія
Згідно з переписом 2010 року, у місті мешкало 699 осіб у 254 домогосподарствах у складі 196 родин. Було 318 помешкань
Расовий склад населення:
| - 97,1 % — білих - 0,7 % — корінних американців - 0,7 % — азіатів - 0,4 % — чорних або афроамериканців |

До двох чи більше рас належало 0,7 %. Частка іспаномовних становила 1,1 % від усіх жителів.
За віковим діапазоном населення розподілялося таким чином: 30,3 % — особи молодші 18 років, 55,0 % — особи у віці 18—64 років, 14,7 % — особи у віці 65 років та старші. Медіана віку мешканця становила 39,9 року. На 100 осіб жіночої статі у місті припадало 116,4 чоловіків;  на 100 жінок у віці від 18 років та старших — 109,0 чоловіків також старших 18 років.
Середній дохід на одне домашнє господарство  становив 58 367 доларів США (медіана — 51 429), а середній дохід на одну сім'ю — 64 450 доларів (медіана — 56 417). Медіана доходів становила 42 431 долар для чоловіків та 29 167 доларів для жінок. За межею бідності перебувало 11,1 % осіб, у тому числі 20,7 % дітей у віці до 18 років та 13,5 % осіб у віці 65 років та старших.
Цивільне працевлаштоване населення становило 302 особи. Основні галузі зайнятості: освіта, охорона здоров'я та соціальна допомога — 30,5 %, виробництво — 15,2 %, сільське господарство, лісництво, риболовля — 12,9 %, будівництво — 10,9 %.